# Tekanpur
Tekanpur är en ort i Indien.   Den ligger i distriktet Gwalior och delstaten Madhya Pradesh, i den centrala delen av landet, 300 km söder om huvudstaden New Delhi. Tekanpur ligger 233 meter över havet och antalet invånare är 13 681.
Terrängen runt Tekanpur är platt. Runt Tekanpur är det tätbefolkat, med 297 invånare per kvadratkilometer. Närmaste större samhälle är Dabra, 13,0 km söder om Tekanpur. Trakten runt Tekanpur består till största delen av jordbruksmark.